# Gunniopsis tenuifolia
Gunniopsis tenuifolia är en isörtsväxtart som beskrevs av R.J. Chinnock. Gunniopsis tenuifolia ingår i släktet Gunniopsis och familjen isörtsväxter. Inga underarter finns listade i Catalogue of Life.